# Doncourt-sur-Meuse
Doncourt-sur-Meuse (bis 1924 Doncourt) ist eine französische Gemeinde mit 39 Einwohnern (Stand: 1. Januar 2022) im Département Haute-Marne in der Region Grand Est (bis 2015 Champagne-Ardenne). Sie gehört zum Arrondissement Chaumont und zum  Gemeindeverband Meuse Rognon.

## Geografie
Die Gemeinde Doncourt-sur-Meuse liegt in der Landschaft Bassigny an der oberen Maas, etwa 27 Kilometer südsüdwestlich von Neufchâteau und 36 Kilometer westlich von Vittel. Das 5,98 km² umfassende Gemeindegebiet ist von zwei in West-Ost-Richtung verlaufenden Höhenrücken geprägt, die im Westen zur Maas abfallen. Zwischen den Bergrücken erstreckt sich das Tal des Ruisseau du Grand Étang. Von diesem Tal aus „klettert“ das Dorf Doncourt etwa 35 Höhenmeter den nördlichen Bergrücken hinauf mit der Kirche an höchster Stelle. Bis auf steilere Hanglagen und Auwaldreste an den Ufern von Maas und Ruisseau du Grand Étang ist die Landschaft in der Gemeinde von Äckern und Weiden geprägt. Umgeben wird Doncourt-sur-Meuse von den Nachbargemeinden Hâcourt im Norden, Malaincourt-sur-Meuse im Nordosten, Chaumont-la-Ville im Osten, Champigneulles-en-Bassigny im Südosten, Breuvannes-en-Bassigny im Süden, Levécourt im Südwesten sowie Huilliécourt im Westen.

## Bevölkerungsentwicklung
| Jahr      | 1962 | 1968 | 1975 | 1982 | 1990 | 1999 | 2006 | 2012 | 2021 |
| Einwohner | 114  | 90   | 68   | 50   | 45   | 44   | 51   | 48   | 38   |

Im Jahr 1806 wurde mit 312 Bewohnern die bisher höchste Einwohnerzahl ermittelt. Die Zahlen basieren auf den Daten von cassini.ehess und INSEE.

## Sehenswürdigkeiten

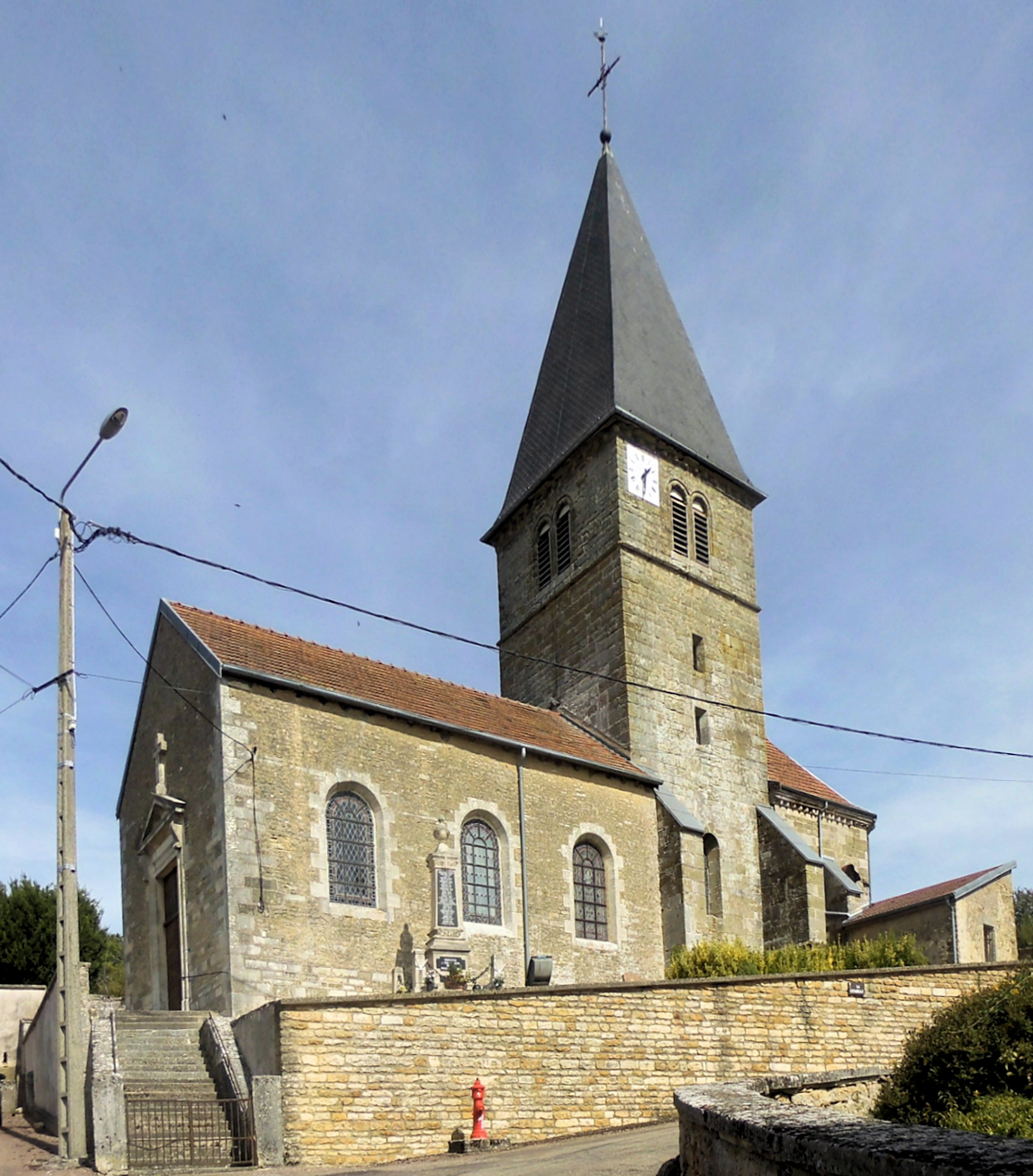
Kirche Saint-Maurice
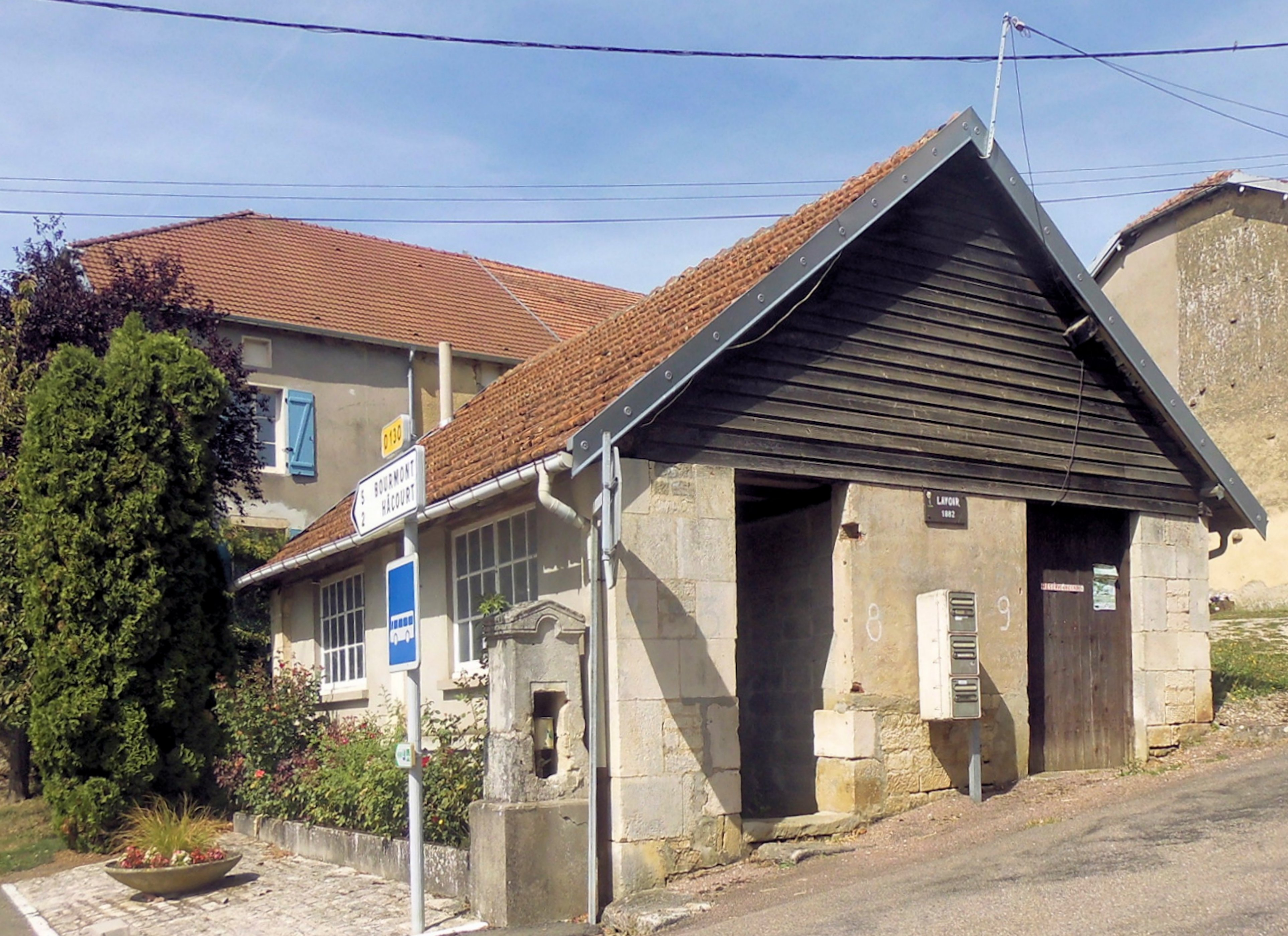
Lavoir

- Reste eines Schlosses
- Lavoir aus dem Jahr 1882
- Flurkreuz

- Kirche Saint-Maurice
- Lavoir

## Wirtschaft und Infrastruktur

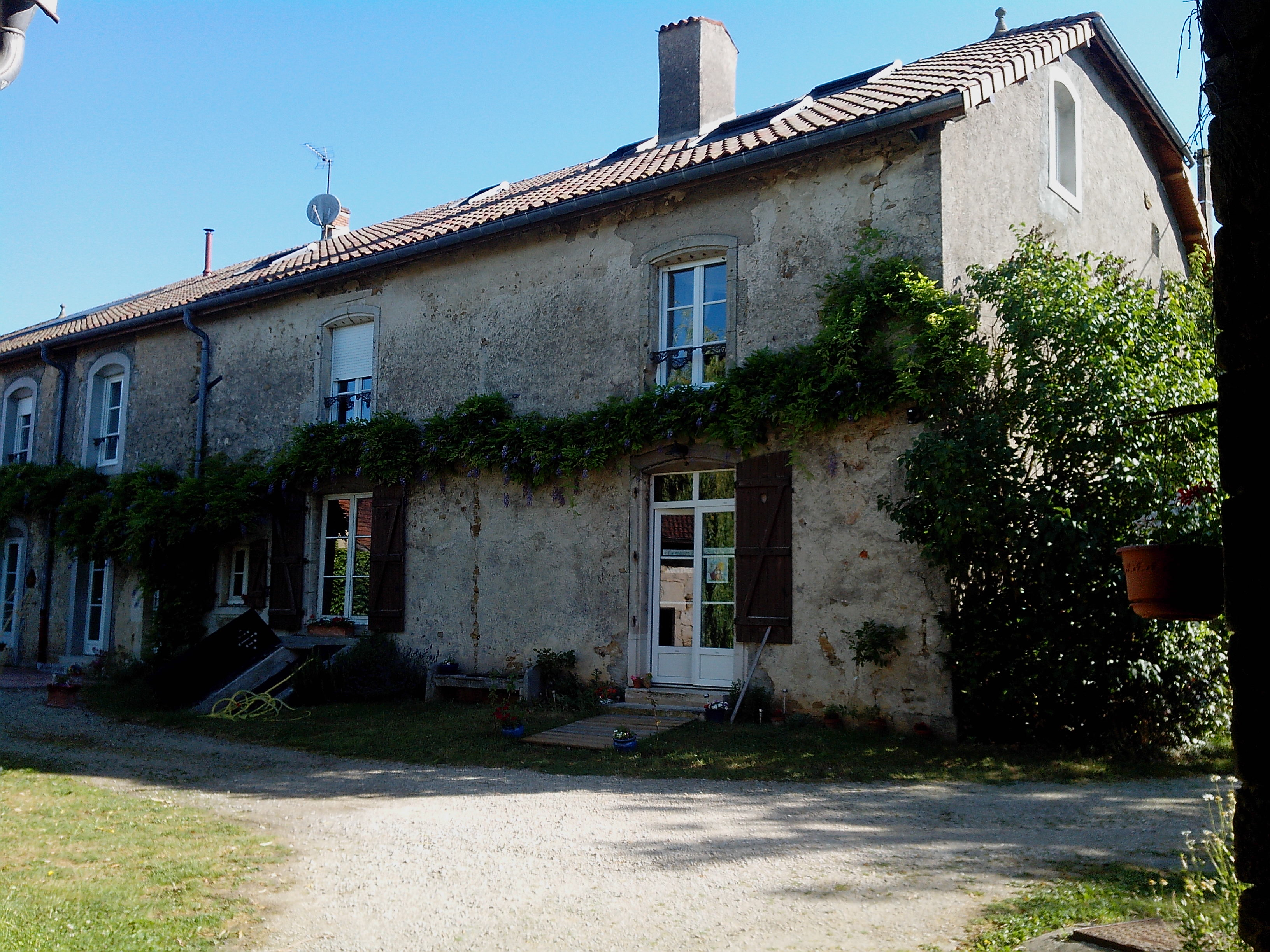
Maison de Marie-Claire, kleines Landhotel

Die Gemeinde Doncourt-sur-Meuse ist ländlich geprägt. In der Gemeinde sind drei Landwirtschaftsbetriebe im Haupterwerb ansässig (Getreideanbau, Ziegen- und Schafzucht).
Doncourt-sur-Meuse liegt abseits der überregional wichtigen Verkehrsströme. Neun Kilometer östlich von Doncourt-sur-Meuse besteht Anschluss an die Autoroute A31.

## Belege
1. ↑  Doncourt-sur-Meuse, auf cassini.ehess.fr (französisch)
2. ↑  Doncourt-sur-Meuse auf cassini.ehess.fr
3. ↑  Doncourt-sur-Meuse auf insee.fr
4. ↑  Landwirtschaftsbetriebe auf annuaire-mairie.fr (französisch)